# هوبير دو جيفنشي
الكونت هوبير جيمس مارسيل تافين دي جيفنشي (بالفرنسية: Hubert de Givenchy)‏ (مواليد 21 فبراير 1927) مصمم أزياء فرنسي، أسس بيت جيفنشي في عام 1952.

## نشأته
ولد المصمم هوبير دو جيفنشي في عام 1930 من عائلة تمتلك حسا فنيا عاليا، حيث تربى في كنف والدته وجدته اللتان يمتلكان موهبة وخبرة عالية في أنواع الأقمشة وكيفية استغلالها بإبداع، مما أدى به إلى إكمال مسيرة والدته وجدته وذلك بالدخول إلى عالم التصميم حيث انتقل للعيش في باريس وهو في سن السابعة عشر بحثا عن فرصة لإصقال موهبته في عالم التصميم، فالتحق في مدرسة الفنون الجميلة سنة 1944 كخطوة أولى لتحقيق طموحاته وأهدافه.

## روابط خارجية
- هوبير دو جيفنشي على موقع IMDb (الإنجليزية)
- هوبير دو جيفنشي على موقع الموسوعة البريطانية (الإنجليزية)
- هوبير دو جيفنشي على موقع مونزينجر (الألمانية)
- هوبير دو جيفنشي على موقع قاعدة بيانات الفيلم (الإنجليزية)